# هارالد إيا
هارالد إيا (بالنرويجية: Harald Eia)‏ (و. 1966 – م) هو ممثل ومقدم برامج إذاعية وشخصية مجتمع وصحفي من النرويج . ولد في باورم.

## التعليم
تعلم في جامعة أوسلو

## روابط خارجية
- هارالد إيا على موقع IMDb (الإنجليزية)
- هارالد إيا على موقع ميوزك برينز (الإنجليزية)
- هارالد إيا على موقع أول موفي (الإنجليزية)
- هارالد إيا على موقع قاعدة بيانات الفيلم (الإنجليزية)